# Noveno Festival Internacional de Cine de Moscú

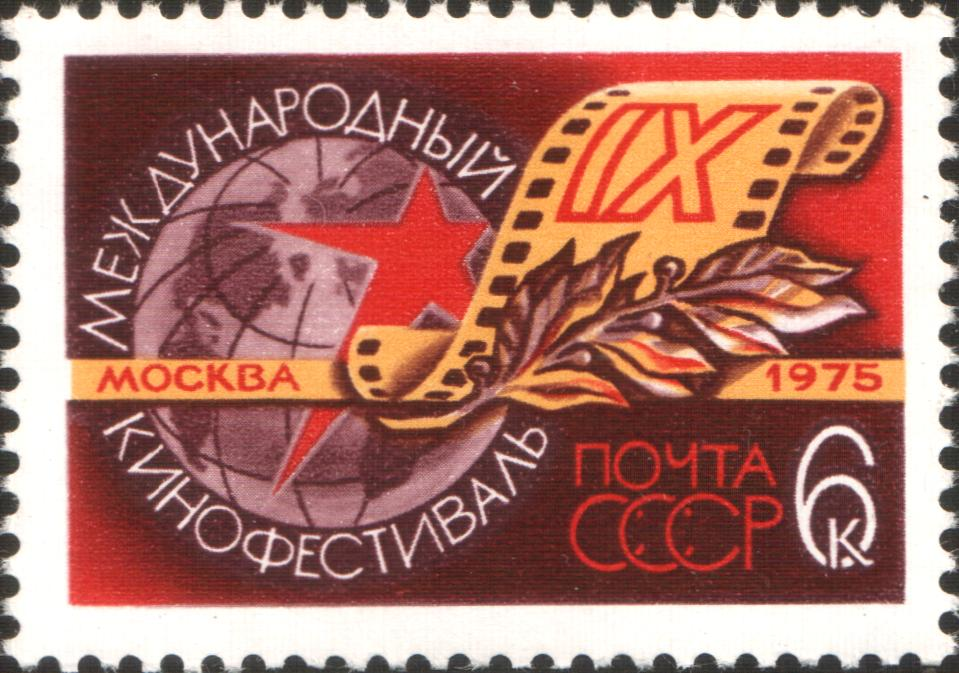
1975 URSS 6 kopeks. IX Festival Internacional de Cine de Moscú

El IX Festival Internacional de Cine de Moscú se celebró en Moscú, Unión Soviética, del 10 al 23 de julio de 1975. Los premios de oro fueron concedidos a la película polaca La tierra prometida de Andrzej Wajda, la coproducción soviético-nipona Dersu Uzala de Akira Kurosawa y la película italiana C'eravamo tanto amati de Ettore Scola.

## Jurado
- Stanislav Rostotsky (Unión Soviética - presidente del jurado)
- Sergio Amidei (Italia)
- Hortensia Bussi (Chile)
- Antonin Brousil (Checoslovaquia)
- Ravjagiin Dorjpalam (Mongolia)
- Jerzy Kawalerowicz (Polonia)
- Ramu Kariat (India)
- Nevena Kokanova (Bulgaria)
- Komaki Kurihara (Japón)
- Ababakar Samb (Senegal)
- Jean-Daniel Simon (Francia)
- Iosif Kheifits (Unión Soviética)
- Sofiko Chiaureli (Unión Soviética)
- Monsef Charfeddin (Túnez)
- Bert Schneider (Estados Unidos)

## Películas candidatas
Las siguientes películas fueron las seleccionadas para competir en el festival:
| Título en castellano                      | Título original                      | Director(es)         | País producción              |
| ----------------------------------------- | ------------------------------------ | -------------------- | ---------------------------- |
| El actor y los salvajes                   | Actorul şi sălbaticii                | Manole Marcus        | Rumania                      |
| La pared blanca                           | Den vita väggen                      | Stig Björkman        | Suecia                       |
| Grandes esperanzas                        | Great Expectations                   | Joseph Hardy         | Reino Unido                  |
| Souvenir de Gibraltar                     | Souvenir of Gibraltar                | Henri Xhonneux       | Bélgica, Francia             |
| El año del eclipse solar                  | Nar hirtsen jil                      | Dshamjangijn Buntar  | Mongolia                     |
| La chica de Hanói                         | Em be ha noi                         | Hai Ninh             | Vietnam del Norte            |
| Dersu Uzala                               | Dersu Uzala                          | Akira Kurosawa       | Unión Soviética, Japón       |
| Casa de Navidad                           | Jouluksi kotiin                      | Jaakko Pakkasvirta   | Finlandia                    |
| La casa del Sur                           | —                                    | Sergio Olhovich      | México                       |
| El otro Francisco                         | —                                    | Sergio Giral         | Cuba                         |
| La tierra prometida                       | Ziemia obiecana                      | Andrzej Wajda        | Polonia                      |
| Cómo ser adulto                           | Eya Dan Loku Lamayek                 | Dharmasena Pathiraja | Sri Lanka                    |
| Kafr kasem                                | Kafr kasem                           | Borhane Alaouié      | Siria                        |
| La manzana roja                           | Krasnoe yabloko                      | Tolomush Okeyev      | Unión Soviética              |
| Castillo de arena                         | Suna no utsuwa                       | Yoshitarō Nomura     | Japón                        |
| Un campesino en bicicleta                 | Selyaninat s koleloto                | Lyudmil Kirkov       | Bulgaria                     |
| Mis pequeños amores                       | Mes petites amoureuses               | Jean Eustache        | Francia                      |
| Entre el día y la noche                   | Zwischen Nacht und Tag               | Horst E. Brandt      | Alemania Oriental            |
| Nos amamos tanto                          | C'eravamo tanto amati                | Ettore Scola         | Italia                       |
| Nazareno Cruz y el lobo                   | —                                    | Leonardo Favio       | Argentina                    |
| El legado                                 | L'héritage                           | Mohamed Bouamari     | Argelia                      |
| 141 minutos de la frase sin terminar      | 141 perc a befejezetlen mondatból    | Zoltán Fábri         | Hungría                      |
| La guerra por el petróleo no tendrá lugar | La guerre du pétrole n'aura pas lieu | Souheil Ben-Barka    | Marruecos                    |
| El condenado                              | Totstellen                           | Axel Corti           | Austria, Alemania Occidental |
| Sólo el viento conoce la respuesta        | Die Antwort kennt nur der Wind       | Alfred Vohrer        | Alemania Occidental, Francia |
| El último Fleksnes                        | Den siste Fleksnes                   | Bo Hermansson        | Noruega                      |
| El rugido de los tigres tailandeses       | Payak rai thaiteep                   | Sakka Charuchinda    | Tailandia                    |
| La regenta                                | —                                    | Gonzalo Suárez       | España                       |
| Rooie Sien                                | Rooie Sien                           | Frans Weisz          | Países Bajos                 |
| Allpakallpa                               | Allpakallpa                          | Bernardo Arias       | Perú                         |
| La quema de Judas                         | —                                    | Román Chalbaud       | Venezuela                    |
| Hijos del silencio                        | Sons of Quiet                        | Minir Radi           | Egipto                       |
| Mi hermano tiene un bonito hermano        | Můj brácha má prima bráchu           | Stanislav Strnad     | Checoslovaquia               |
| La República de Užice                     | Uzicka Republika                     | Žika Mitrović        | Yugoslavia                   |
| Xala                                      | Xala                                 | Ousmane Sembène      | Senegal                      |
| Coro                                      | Chorus                               | Mrinal Sen           | India                        |

## Premios
- Premios de oro:
  - La tierra prometida de Andrzej Wajda
  - Dersu Uzala de Akira Kurosawa
  - C'eravamo tanto amati de Ettore Scola
- Premios de plata:
  - Coro de Mrinal Sen
  - Mi hermano tiene un bonito hermano de Stanislav Strnad
  - Allpakallpa de Bernardo Arias
- Premios especiales:
  - Director: Zoltán Fábri por 141 Minutes from the Unfinished Sentence
  - The Year of the Solar Eclipse por Dshamjangijn Buntar
- Premios:
  - Mejor actor, Miguel Benavides por The Other Francisco
  - Mejor actor, Georgi Georgiev-Getz por A Peasant on a Bicycle
  - Mejor actriz, Harriet Andersson por The White Wall
  - Mejor actriz, Fatima Bouamari por The Legacy
- Diploma:
  - Kafr kasem de Borhane Alaouié
  - The Republic of Užice de Žika Mitrović
  - Girl from Hanoi de Hai Ninh
  - Castle of Sand de Yoshitarō Nomura
  - The Other Francisco de Sergio Giral
  - Actriz: Malini Fonseka por How to Be an Adult
- Premio del FIPRESCI: Dersu Uzala de Akira Kurosawa